# Relazioni bilaterali tra Colombia e India
Le relazioni bilaterali tra Colombia e India sono state stabilite ufficialmente il 19 gennaio 1959. Tra le due nazioni sono molto consistenti i rapporti commerciali, in quanto la Colombia è attualmente il maggiore partner commerciale sudamericano per l'India.

## Storia
Le relazioni diplomatiche ufficiali tra l'India e Colombia furono stabilite il 19 gennaio 1959. Tuttavia, le differenti situazioni geopolitiche costituirono un serio ostacolo al buon esito dei rapporti diplomatici tra le nazioni. Infatti, il 14 luglio 1970 gli Stati firmarono un accordo commerciale, ma non riuscirono a metterlo in pratica a causa delle restrizioni economiche sui beni stranieri che erano in vigore nei due paesi. Nel marzo 1972 la Colombia aprì un'ambasciata a Nuova Delhi, in India. L'anno successivo l'India ha istituito un'ambasciata a Bogotá. L'ambasciata a Bogotà è stata chiusa nel 1993 per motivi non chiari, ma l'anno dopo è stata riaperta. L'ambasciata colombiana in India sovrintende anche alle relazioni diplomatiche con Nepal, Sri Lanka e Bangladesh, oltre a fornire assistenza ai colombiani situati in quella zona.

## Cooperazione economica
La cooperazione economica è migliorati con la visita del presidente colombiano Andrés Pastrana Arango in India dal 4 al 7 marzo 2001. Il vantaggio delle relazioni economiche tra le due nazioni è la somiglianza dei sistemi economici.
Nel 2006, la compagnia petrolifera Oil India ha investito 425 milioni di dollari nella produzione di petrolio in Colombia. La società prevede di partecipare agli appalti per l'esplorazione di alcune aree colombiane, per individuare la presenza di gas naturali.
Nel nuovo millennio il commercio raggiunse un buon livello; infatti, il 23 agosto 2007, il governo colombiano riferì che il commercio tra Colombia e India fosse in aumento. Dai bilanci commerciali risulta che l'India abbia guadagnato circa 346 milioni di dollari USA dalle esportazioni in Colombia , mentre il valore delle esportazioni colombiane in India sia di circa 62 milioni di dollari.
Grazie alla collaborazione tra Colombia e India è aumentato l'uso dell'energia solare, sono stati possibili scambi di tecnologie e brevetti, sono state istituite diverse borse di studio per permettere anche ai meno abbienti di poter proseguire gli studi.